# Vespres
| [[:Image:Schola Gregoriana-Deus in adjutorium meum intende.ogg\|]] |
|                                                                    |
| Versicle inicial de les vespres, en cant gregorià                  |
|                                                                    |

Les vespres són una part de l'ofici diví -previ a les completes-, que constitueixen la pregària del vespre, i que s'acostuma a celebrar cap al capvespre. En la litúrgia romana, tenen una estructura semblant a la de les laudes i té les parts següents:
- el versicle inicial Deus in adjutorium meum intende, i l'himne.
- la salmòdia, actualment consistent en dos salms i un càntic del Nou Testament.
- la lectura i el responsori amb el cant del Magníficat.
- la pregària que acaba amb el rés del Parenostre.
- l'oració i els versicle o el diàleg finals.

Tant la salmòdia gregoriana com el magníficat s'interpreten de forma antifonal.
Tal com va passar amb altres parts de la litúrgia, les vespres de les grans solemnitats, ja fos de les festes assenyalades de l'any litúrgic, ja fossin les festes principals d'una determinada localitat o territori, a partir del segle xvi els textos de les vespres van rebre musicalitzacions polifòniques per part d'un bon nombre de compositors, especialment d'aquells que servien a l'església i rebien aquesta mena d'encàrrecs per dotar la litúrgia de l'esplendor adient.
Posteriorment, i d'acord amb els estils més de moda en cada època, a partir de primer Barroc molts compositors van optar per un estil concertant. Tal és el cas de les Vespres (Vespro della beate Vergine) de Claudio Monteverdi, i les diverses que va compondre Mozart (vesperae de Dominica i Vesperae solemnes de confessore). Entre les més destacades del segle xx hi ha les de Serguei Rakhmàninov (que responen als cànons de la litúrgia de l'església ortodoxa russa, i les que el compositor txec Petr Eben va escriure sobre un text en català i que s'estrenaren a Montserrat l'any 1968.
Entre els compositors catalans que han escrit vespres o, en tot cas, salms de vespres, hi ha Francesc Valls i Joan Cererols; i entre els valencians, Joan Genís Peres.